# 俄勒岡州第二國會選區
俄勒岡州第二國會選區（英語：Oregon's 2nd congressional district）是美国俄勒冈州一個國會選區，包括該州東部的內陸地區，佔全州面積約三分之二。是全州最大、全國第七大的選區。目前該區的眾議員為共和黨籍的克里夫·班茲。